# BUX
BUX – oficjalny indeks giełdowy akcji blue chip notowanych na Giełdzie Papierów Wartościowych w Budapeszcie (BSE). Wartość indeksu obliczana jest w czasie rzeczywistym na podstawie kursów rynkowych akcji w koszyku. Indeks ten był jednym z pierwszych na świecie, który ważony był kapitalizacją z uwzględnieniem akcji free float, zamiast standardową kapitalizacją.
Indeks BUX jest składnikiem opcji i kontraktów futures notowanych na BSE pod symbolem BUX.

## Skład indeksu
Według stanu na 23 kwietnia 2015, w skład indeksu wchodzą akcje następujących spółek:
- ANY PLC
- Appeninn Holding
- CIG Pannonia(inne języki)
- Daanubius Hotels Group
- ÉMÁSZ
- FHB Bank
- Gedeon Richter
- Graphisoft(inne języki) Park

- Magyar Telekom
- MOL
- OTP Bank
- PannErgy
- RÁBA
- Synergon